# Castello di Łańcut
Il castello di Łańcut è un palazzo nobiliare situato nella città di Łańcut, nella Polonia meridionale. Di origini seicentesche, questo ampio edificio ha ospitato le nobili famiglie Pilecki, Stadnicki, Lubomirski e Potocki. Oggi il castello ospita un grande museo.

## Storia e descrizione
Commissionato da Stanislao Lubomirski, che divenne proprietario della città nel 1629, all'architetto Maciej Trapola e allo stuccatore Giovanni Battista Falconi, l'edificio fu completato nel 1641 e dopo il 1775, allora proprietà di Izabela Lubomirska, fu ampliato e gli interni rimodellati dall'architetto Vincenzo Brenna. Risalgono a questo periodo la sala da ballo neoclassica e la grande sala da pranzo, oltre agli ampi giardini con padiglioni.
Nel XIX secolo la proprietà del palazzo passò alla famiglia Potocki. Dal 1889 al 1914 i penultimi proprietari, Roman ed Elżbieta Potocki, fecero ristrutturare e rimaneggiare la residenza.